# Alvik (metrostation)
Alvik is een station van de Metro van Stockholm. Het station ligt in het stadsdeel Bromma. Het maakt deel uit van de groene route die op 26 oktober 1952 werd geopend. De afstand tot het hoofdstation T-Centralen bedraagt 4,5 km. Het station is het eindstation van de metrolijn T18 en de Nockebybanan. Op 25 augustus 2000 is het eerste deel van de Tvärbanan tussen Alvik en Gullmarsplan geopend, waarmee een derde lijn stopt bij het station. Op de metrolijnen T17 en T19 ligt het tussen Stora Mossen en Kristineberg. Gemiddeld maken per dag 27.000 reizigers van dit station.

## Premetro
Station Alvik werd op 31 augustus 1934 geopend samen met de vrije baan over de Tranebergsbrug. Het traject werd gebouwd als premetro tussen Alvik en Thorildsplan, van waar verder stad inwaarts werd gereden als gewone tram tot Fridhemsplan. Het nieuwe traject verving een tramroute over een pontonbrug die werd gebruikt door de lijnen 12 en 13 voor de verbinding tussen het centrum en de dorpen ten westen van de stad. Deze lijnen gebruikten vanaf 31 augustus 1934 de vrijebaan over de nieuwe brug. Voor de nieuw te bouwen woonwijken ten westen van Alvik was het de bedoeling om busdiensten vanaf Alvik op te zetten. Na het uitbreken van de Tweede Wereldoorlog ontstond, ondanks dat Zweden hier in geen partij was, een tekort aan brandstof. In 1941 viel het besluit om de nieuwe wijken met een metro, die op ruim voorhanden elektriciteit kan rijden, te bedienen en de lijn met een tunnel onder het centrum te verlengen. Op 1 oktober 1944 werd het premetrotraject naar Islandstorget, met zes stations, onder de naam Ängbybanan in gebruik genomen en de splitsing van de inmiddels drie lijnen lag bij Alvik.

## Metro
De bouw van de metrotunnel ten oosten van Thorildsplan begon na afloop van de Tweede Wereldoorlog en in 1950 begon de ombouw van het station voor metroverkeer. Lijn 13, die vanaf Alvik naar het noordwesten liep, werd gesloten en lijn 12, de Nockebybanan, werd ingekort tot het huidige traject ten westen van Alvik. De Nockebybanan kreeg hierbij twee kopsporen tussen de beide metroperrons en werd met een viaduct aan de rest van de lijn verbonden. Het premetrotraject tussen Islandstorget en Thorildsplan werd voorzien van een derderail en de stations kregen metroperrons. Tevens werd de lijn aan beide zijden verlengd en op 26 oktober 1952 kon de metro tussen Vällingby in het westen en Kungsgatan in het centrum worden geopend.

## Tvärbanan
In 2000 werd het eerste deel van de Tvärbanan geopend met als voorlopig noordelijk eindpunt Alvik. Deze lijn vormt een rechtstreekse verbinding tussen Alvik en het gebied direct ten zuiden van het centrum. Door verleningen in oostelijke richting is inmiddels een halve cirkel langs de west- en zuidrand van het centrum ontstaan. Op 28 oktober 2013 is een tunnel aan de noordkant van station Alvik geopend en de Tvärbanan via die tunnel verlengd tot Solna. De Tvärbanan is gebouwd als sneltram en de perrons bevinden zich onder de metrosporen aan de westkant van het station. 